# Tristan Blackmon
Pour les articles homonymes, voir Blackmon.
Tristan Blackmon, né le 12 août 1996 à Las Vegas dans le Nevada, est un joueur américain de soccer. Il joue au poste de défenseur central ou d'arrière droit aux Whitecaps de Vancouver en MLS.

## Biographie

### En club
Blackmon est repêché en troisième position lors de la MLS SuperDraft 2018 par le Los Angeles FC. Il signe son premier contrat professionnel avec ce club le 22 février 2018.
Le 15 décembre 2021, après avoir été repêché par le nouveau club de MLS, le Charlotte FC, il est immédiatement échangé aux Whitecaps de Vancouver contre 475 000 dollars.

## Palmarès
- Los Angeles FC
  - Vainqueur du Supporters' Shield en 2019